# Erskine Sanford

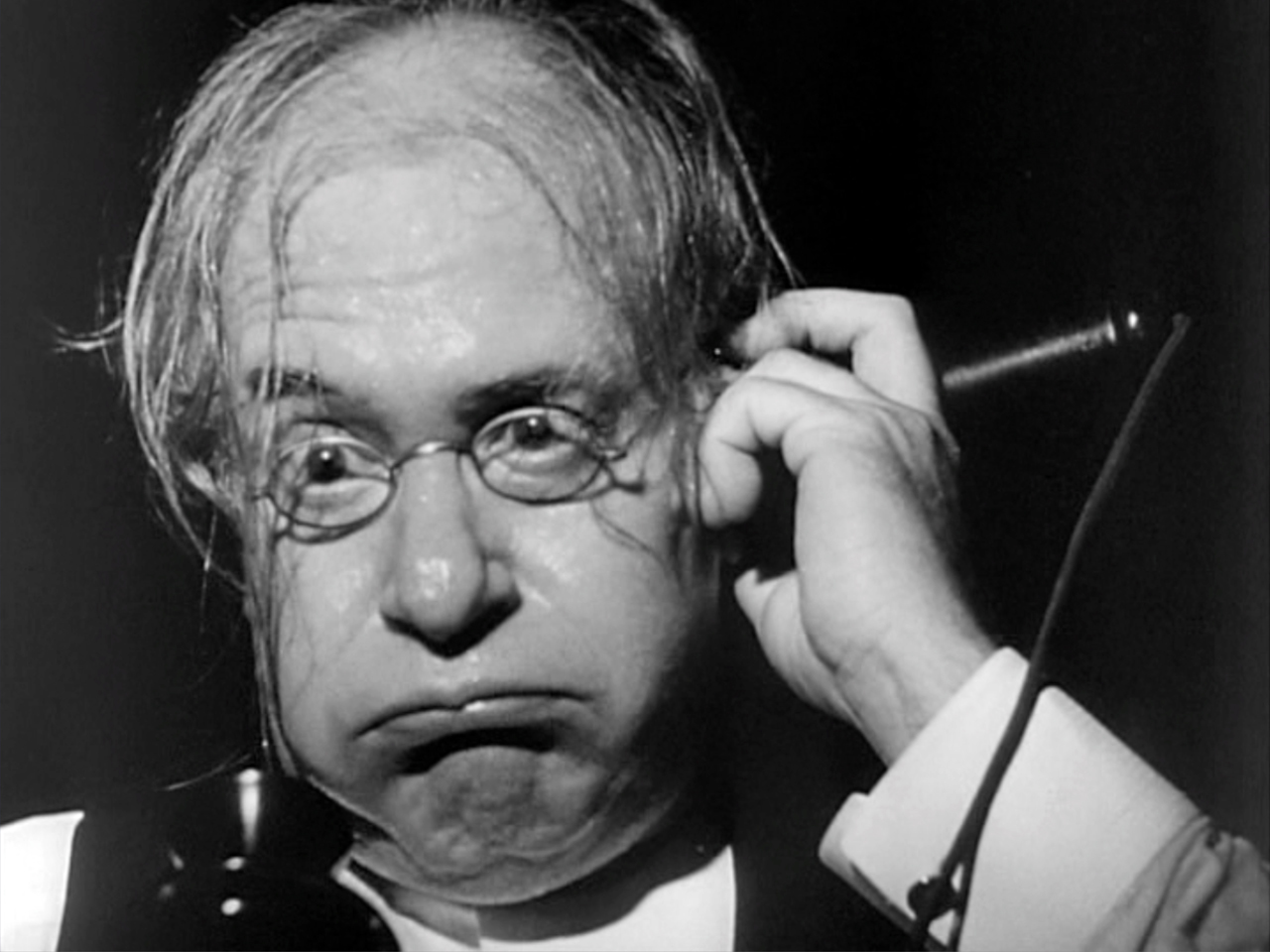
Erskine Sanford i filmtrailern till En sensation.

Erskine Sanford, född 19 november 1885 i Trinidad, Colorado, död 7 juli 1969 i Los Angeles, Kalifornien, var en amerikansk skådespelare. Sanford var skådespelare på Orson Welles Mercury Theatre och medverkade också i flera av dennes filmer.

## Filmografi, urval
- 1941 – En sensation
- 1942 – De magnifika Ambersons
- 1944 – I skuggan av ett tecken
- 1946 – Främlingen
- 1946 – De bästa åren
- 1946 – Det här är livet
- 1946 – En ängel vid min skuldra
- 1946 – Gärningsmannen okänd
- 1947 – Lady från Shanghai
- 1947 – Han stannade över natten
- 1947 – Besatt
- 1948 – Brev från en okänd kvinna
- 1948 – Macbeth
- 1948 – Röda häxan
- 1949 – Mysteriet Williams